# Stazione di Arcisate (1894)
La stazione di Arcisate è stata una stazione ferroviaria posta sulla linea Porto Ceresio-Milano, a servizio dell'omonimo comune.

## Storia
La stazione fu aperta il 18 luglio 1894, contestualmente all'inaugurazione del prolungamento della ferrovia Varese-Gallarate nella Valceresio. Era l'unica stazione intermedia del tronco Varese-Porto Ceresio dotata di due binari, onde consentire l'incrocio tra i treni provenienti dalle opposte direzioni in binario unico. In virtù di ciò, Arcisate fu l'unica stazione intermedia di detto segmento di linea a mantenere costantemente il presenziamento del dirigente movimento.
L'avvio dei lavori di costruzione della nuova ferrovia Mendrisio-Varese (che proprio ad Arcisate s'innesta sulla linea della Valceresio), in data 13 dicembre 2009, ha comportato la sospensione del servizio ferroviario sulla linea di competenza (sostituito da una linea di autobus); a partire dal 1º gennaio 2010 lo scalo arcisatese è stato quindi integralmente demolito, onde consentire l'abbassamento del piano del ferro in trincea, il raddoppio del binario e la costruzione della diramazione per la Svizzera in località Luscino-Baranzello.
La nuova stazione di Arcisate, ubicata a una distanza di poche centinaia di metri dal sito della preesistente, è entrata in servizio all'atto della riapertura della ferrovia, tra fine 2017 inizio 2018.

## Strutture
La stazione disponeva di un fabbricato viaggiatori a due piani (atto ad ospitare biglietteria, sala d'attesa, uffici, locali tecnici e alloggi a beneficio del personale ferroviario) e di un contiguo magazzino merci. Il sedime constava di due binari di transito, serviti da due banchine contrapposte con attraversamento a raso.
Come da prassi sulla ferrovia della Valceresio, gli edifici di stazione erano dipinti in giallo pastello con finiture amaranto.